# 9105 Мацумура
9105 Мацумура (9105 Matsumura) — астероїд головного поясу, відкритий 2 січня 1997 року.
Тіссеранів параметр щодо Юпітера — 3,288.